# Тарталья, Марино
Марино Тарталья (хорв. Marino Tartaglia, род. 3 августа 1894 г. Загреб — ум. 21 апреля 1984 г. Загреб) — хорватский художник и педагог, профессор живописи.

## Жизнь и творчество
Школьное образование получил в Сплите. Живописью начинает всерьёз заниматься с 1907 года. В 1908—1912 годах учится в загребской Архитектурной школе (Građevna stručna škola), среди преподавателей которой были талантливые художники — Иван Тишов, Отон Ивекович, Роберт Миханович и Бела Чикош-Сесия. В 1913 году художник поступает на обучение в римский Высший институт изящных искусств (Instituto Superiore di Belle Arti). Во время Первой мировой войны живёт в Италии — во Флоренции и в Риме. Некоторое время служит добровольцем на Салоникском фронте, затем возвращается во Флоренцию, где поддерживает творческие отношения с футуристами Карло Карра, Джорджо де Кирико, и другими.
После окончания Первой мировой войны художник возвращается на родину, живёт в Сплите в 1918—1921 годах, затем в Вене, Белграде и в Париже. В 1931 М.Тарталья приезжает в Загреб и начинает работать там при Академии изящных искусств. В Академии он в 1940 приступает к чтению лекций по теории живописи, в 1944 году получает место приглашённого профессора, в 1947 — действительного профессора Академии. В 1948 году М.Тарталья избирается действительным членом Хорватской академии наук и искусств. В 1964 году он удостаивается престижной хорватской премии Владимира Назора в области живописи. В 1975 году в загребском Павильоне художеств состоялась большая ретроспективная выставка его работ. Повторена она была в 2004 году в Сплите.
Ранние полотна М.Тартальи написаны им под влиянием творчества французских постимпрессионистов, в первую очередь П.Сезанна. Позднее он прошёл через увлечения футуризмом и кубизмом. В 1917 году он пишет серию автопортретов в экспрессионистской манере. Начиная с 1960-х годов художник работает почти исключительно как абстракционист.
Полотна М.Тартальи ныне можно увидеть в художественных музеях практически всех бывших республик Югославии — Хорватии, Сербии, Македонии, Словении. В 2011 году одна из картин М.Тартальи была изображена на почтовой марке Хорватии (в серии «Современные хорватские художники»).

## Галерея
- Автопортрет и другие избранные полотна М.Тартальи
- Одна из абстрактных картин М.Тартальи (Белградский музей современного искусства, 1966) Архивная копия от 6 октября 2011 на Wayback Machine